# Sierra de Gata
Sierra de Gata, v češtině zkráceně také Gata, je pohoří na západě Španělska a východě Portugalska. Sierra de Gata tvoří západní část Kastilského pohoří.
Nachází se na Španělsko-portugalské hranice a odděluje pánve řek Douro a Tajo. Nejvyšší horou je La Hastiala s nadmořskou výškou 1 735 metrů.